# Кубок Невы (баскетбол)
Кубок Невы — предсезонный товарищеский баскетбольный турнир, прошедший в Санкт-Петербурге с 10 по 12 сентября 2020 года. Организатором турнира выступил баскетбольный клуб «Зенит».

## История
4 сентября 2020 года баскетбольный клуб «Зенит» объявил, что предсезонный турнир, который пройдёт в Санкт-Петербурге перед стартом сезона 2020/2021 Единой лиги ВТБ, получил название «Кубок Невы». Название турнира было выбрано среди многочисленных вариантов, предложенных болельщиками в социальных сетях.

## Кубок Невы-2020
В первом розыгрыше турнира планировалось участие четырёх клубов: ЦСКА, «Локомотив-Кубань», УНИКС и «Зенит», но накануне вылета в Санкт-Петербург представители краснодарского и казанского клубов получили первично положительные результаты теста на COVID-19. Третьим участником турнира был приглашён «Автодор».
| Команда | Игр | В | П | МЗ  | МП  | МР  |
| ------- | --- | - | - | --- | --- | --- |
| ЦСКА    | 2   | 2 | 0 | 173 | 145 | +28 |
| Зенит   | 2   | 1 | 1 | 174 | 155 | +19 |
| Автодор | 2   | 0 | 2 | 142 | 189 | −47 |